# Paratrajectura
Paratrajectura is een geslacht in de taxonomische indeling van de Acanthocephala (haakwormen). De wetenschappelijke naam van het geslacht werd voor het eerst geldig gepubliceerd in 2017 door Amin, Heckmann en Ali.

## Soorten
- Paratrajectura longcementglandatus Amin, Heckmann & Ali, 2017